# ستنيسو لورنتز
ستنيسو لورنتز هو مؤرخ وأستاذ جامعي وسياسي بولندي، ولد في 28 أبريل 1899 في رادوم في بولندا، وتوفي في 15 مارس 1991 في وارسو في بولندا. نشط حزبياً في Alliance of Democrats (Poland) ‏.